# دلار آمریکا
دلار ایالات متحده (به انگلیسی: United States dollar) پول رایج و رسمی در ایالات متحده آمریکا است. کنگره ایالات متحده آمریکا در ۶ ژوئیه ۱۷۸۵ دلار را پول رایج جدید آن کشور قرار داد.
دلار آمریکا به صورت اسکناس فدرال رزرو در گردش است.
دلار آمریکا، جزء ده پول قدرتمند دنیا در سال ۲۰۲۳ معرفی شده است.

## ریشه‌شناسی
دلار (به انگلیسی: Dollar) در زبان انگلیسی، دالِر تلفظ می‌شود. پیش از استقلال ایالات متحده یعنی در ۴ ژوئیه ۱۷۷۶، پول انگلستان (لیره) در ۱۳ مهاجرنشین انگلیسی آمریکای شمالی رایج بود. در جریان انقلاب، آمریکایی‌ها سکه نقره‌ای اسپانیا به نام «دالر» را که در مکزیک رایج بود، وسیله داد و ستد قرار دادند و به همین دلیل نام پول ملی خود را «دالر» گذاشتند.
سکه دلار نقره‌ای از قرن چهاردهم بیش از سه قرن به نام «تالر، دالر، تلار و دلار» در اروپا رایج بود که اسپانیایی‌ها آن را حفظ کردند و به مستعمرات خود در قاره آمریکا منتقل ساختند.

## تاریخ

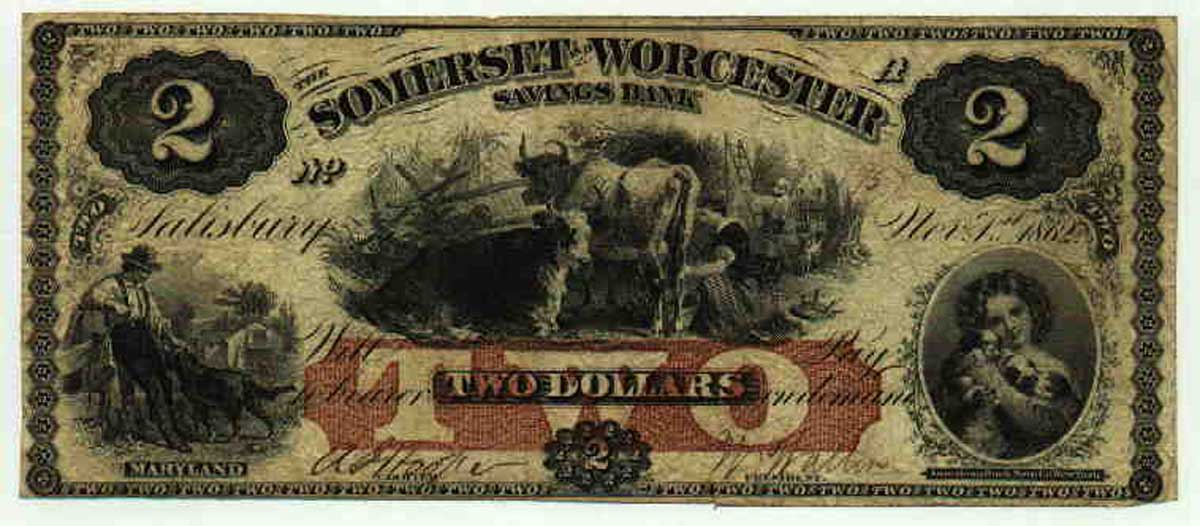
۲ دلاری، اول نوامبر ۱۸۶۲

تاریخ دلار به بیش از ۲۰۰ سال برمی گردد نظر به اینکه کنگره قاره‌ای ایالات متحده آمریکا اجازه به انتشار دلار آمریکا در تاریخ ۸ اوت ۱۷۸۶ داد. اصطلاح دلار به‌طور عام از تاریخ استعماری ایالات متحده آمریکا مورد استفاده قرار گرفته است به زمانی که سکه هشت رئالی (دلار اسپانیایی) توسط مردم اسپانیا در سراسر اسپانیای نو استفاده می‌شده است، اشاره دارد. اگرچه چندین نظام پولی در اوایل جمهوری پیشنهاد شد. دلار توسط کنگره برای انتشار در انواع سکه‌ها و اسکناس‌های مختلف پذیرفته شد.

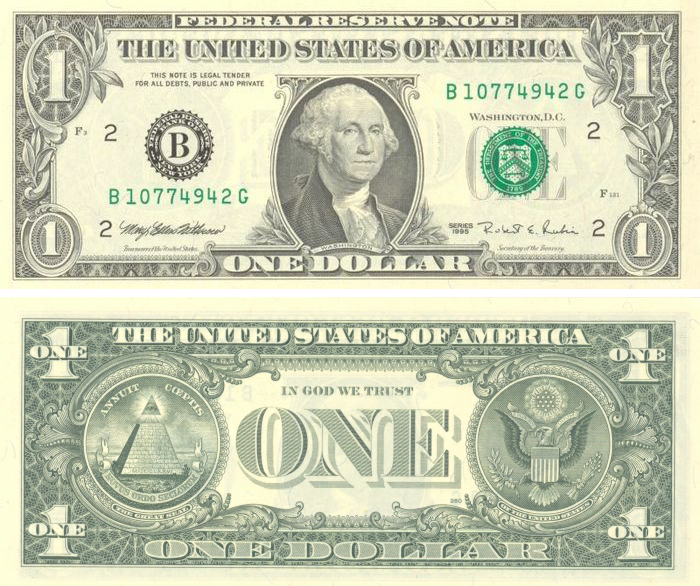
پشت و روی اسکناس یک دلاری با تصویری از جرج واشینگتن.

## نقش دلار در اقتصاد آمریکا
مرکزیت دلار به عنوان ارز ذخیرهٔ جهانی این امتیازات چشم‌گیر را به اقتصاد آمریکا داده است، آمریکا ضمن داشتن کسری تراز پرداخت‌های عظیم، می‌تواند هزینه و سرمایهٔ مصرفی را فراتر از تولید داخلی تأمین کند و به سرمایه‌گذاری‌هایی دست زند که بسیار بیشتر از اندوخته‌های داخلی آن است، زیرا خارجی‌ها علاقه‌مندند دارایی‌های خود را به دلار افزایش دهند. شاخص دلار ایالات متحده آمریکا که به ارزش دلار ایالات متحده شناخته می‌شود مهم‌ترین شاخص برای سنجیدن ارزش دلار در میان بقیه ارزهای جهان است.

## نماد دلار
علامت $ برای دلار آمریکا و بسیاری از کشورهای دیگر استفاده می‌شود. در قرن ۱۸ میلادی ps برای پزو استفاده می‌شد و به مرور دو حرف s و p به هم چسبیده شده و علامت $ را تشکیل دادند. اس با خط عمودی «$» که علامت بین‌المللی دلار است نیز از اسپانیایی‌ها اقتباس شده که پول خود را با علامت P (پی) مشخص می‌کردند و این "P" در آمریکای شمالی به تدریج و در جریان نوشتن به شکل «$» درآمد.

## سکه
سکه‌های رسمی ایالات متحده آمریکا که از سال ۱۷۹۲ تاکنون مورد استفاده قرار می‌گیرند
| ارزش   | اسم      | روی سکه | پشت سکه | طرح رو            | طرح پشت                     |
| ------ | -------- | ------- | ------- | ----------------- | --------------------------- |
| سنت ۱¢ | پنی      |         |         | آبراهام لینکلن    | سپر متحد                    |
| ۵¢     | نیکل     |         |         | توماس جفرسون      | مانتیسلو                    |
| ۱۰¢    | دایم     |         |         | فرانکلین روزولت   | شاخه زیتون، شاخه بلوط، مشعل |
| ۲۵¢    | کوارتر   |         |         | جورج واشینگتن     | مختلف، ۵طرح در هر سال       |
| ۵۰¢    | نیم دلار |         |         | جان اف کندی       | مهر رئیس‌جمهور               |
| $۱     | سکه دلار |         |         | شخص بومی و فرزندش | مختلف، هرسال یک طرح جدید    |

## اسکناس
| ارزش | طرح روی اسکناس | طرح پشت اسکناس | طرح رو              | طرح پشت          |
| ---- | -------------- | -------------- | ------------------- | ---------------- |
| ۱$   |                |                | جورج واشینگتن       | نشان آمریکا      |
| ۲$   |                |                | توماس جفرسون        | اعلان استقلال    |
| ۵$   |                |                | آبراهام لینکلن      | یادبود لینکلن    |
| ۱۰$  |                |                | الکساندر همیلتون    | وزارت خزانه داری |
| ۲۰$  |                |                | اندرو جکسون         | کاخ سفید         |
| ۵۰$  |                |                | یولیسیز سایمن گرانت | کنگره آمریکا     |
| ۱۰۰$ |                |                | بنجامین فرانکلین    | تالار استقلال    |

## اسکناس‌های بدل به نقره
- $10 (Fr.285a)
رابرت موریس
- $20 (Fr.307)
استفان دکاتور
- $50 (Fr.324)
ادوارد اورت

- $100 (Fr.337b)
جیمز مونرو
- $500 (Fr.345a)
چارلز سومنر
- $1,000 (Fr.346a)
ویلیام ال. مارسی

- $10 (Fr.287)
رابرت موریس
- $20 (Fr.311)
استفان دکاتور
- $50 (Fr.327)
ادوارد اورت

- $100 (Fr.340)
جیمز مونرو
- $500 (Fr.345c)
چارلز سامنر
- $1,000 (Fr.346d)
ویلیام مارسی

- $1 (Fr.217)
مارتا واشینگتن
- $2 (Fr.242)
وینفیلد اسکات هنکاک
- $5 (Fr.264)
یولیسیز سایمن گرانت

- $10 (Fr.291)
توماس ای. هندریکس
- $20 (Fr.316)
دنیل منینگ

- $1 (Fr.223)
مارتا واشینگتن
- $2 (Fr.246)
ویلیام ویندوم
- $5 (Fr.267)
اولیسس گرنت
- $10 (Fr.298)
توماس ای. هندریکس

- $20 (Fr.317)
دنیل منینگ
- $50 (Fr.331)
ادوارد اورت
- $100 (Fr.344)
جیمز مونرو
- $1000 (Fr.346e)
ویلیام مارسی

- $1 (Fr.224)
- $2 (Fr.247)
- $5 (Fr.270)

- $1 (Fr.226)
آبراهام لینکلن & اولیسس گرنت
- $2 (Fr.249)
جرج واشینگتن
- $5 (Fr.271)
رانینیگ انتلوپ

- $10 (Fr.302)
توماس ای. هندریکس

- $1 (Fr.239)
جرج واشینگتن
- $5 (Fr.282)
آبراهام لینکلن

- $1 (Fr.1600)
جرج واشینگتن
- $1 (Fr.1606)
جرج واشینگتن
- $1 (Fr.1607)
جرج واشینگتن
- $1 (Fr.1619)
جرج واشینگتن

- $5 (Fr.1650)
آبراهام لینکلن
- $5 (Fr.1655)
آبراهام لینکلن

- $10 (Fr.1700)
الکساندر همیلتون
- $10 (Fr.1701)
الکساندر همیلتون
- $10 (Fr.1706)
الکساندر همیلتون

- $1 (Fr.2300)
جرج واشینگتن
- $1 (Fr.2306)
جرج واشینگتن
- $5 (Fr.2307)
آبراهام لینکلن
- $10 (Fr.2309)
الکساندر همیلتون

## در ایران
نرخ دلار در ایران و تغییرات و جهش‌های آن، به عنوان مهم‌ترین ارز جهانی، اهمیت زیادی در شاخص‌های اقتصادی ایران معاصر داشته است. در دوران رضاشاه به علت بحران‌هایی همچون رکود جهانی و جنگ جهانی دوم، از سال ۱۳۰۱ تا ۱۳۲۱، نرخ دلار در ایران از ۱۴ ریال به ۱۷ رسید. نخستین جهش ارزی با اشغال ایران توسط متفقین در طول جنگ جهانی دوم رخ داد که نرخ دلار در ایران با حدود کمتر از دو برابر افزایش، از ۱۷ ریال به ۳۲ ریال رسید. در دوران محمدرضا پهلوی، ابتدا از حوالی ۱۳۳۰ تا ۱۳۳۲ که با وقوع مجموعه‌ای از بحران‌های داخلی و خارجی مانند کاهش فروش نفت و تحریم‌های نفتی همزمان بود، نرخ دلار آمریکا تا سه برابر نیز افزایش پیدا کرد، اما با آغاز دوران ثبات و رشد اقتصادی در ایران، یعنی از سال ۱۳۳۲ تا وقوع انقلاب در سال ۱۳۵۷، دلار آمریکا در طول ۲۵ سال بیش از ده درصد از ارزش خود را در برابر ریال از دست داد و از ۸۰ ریال به ۷۰ ریال رسید. وقوع انقلاب در سال ۱۳۵۷، پایان ارز تک نرخی و آغاز دوره‌ای از جهش‌های پیاپی ارزی در ایران بود که باعث شد نرخ دلار آمریکا تا سال ۱۴۰۰ به بیش از چهار هزار برابر برسد.

### ادعای تولید دلار در ایران
در سال ۱۳۹۶ برخی از نشریات ایرانی به نقل از نشریات اروپایی، مدعی شدند که جمهوری اسلامی ایران از فوریه ۲۰۰۴، یک کارگاه مجهز چاپ اسکناس ارزهای غربی از جمله دلار را در شرق تهران راه اندازی کرده است. که در پی آن مقامات رسمی جمهوری اسلامی ایران آن را تکذیب کردند.

## ارزها با بیشترین چرخش در بازار جهان
| رتبه       | ارزها         | کد ایزو ۴۲۱۷ (نشان) | ٪ سهم روزانه (۱۶ سپتامبر ۲۰۱۹) |
| ---------- | ------------- | ------------------- | ------------------------------ |
| ۱          | دلار آمریکا   | USD (US$)           | ۸۸٫۳%                          |
| ۲          | یورو          | EUR (€)             | ۳۲٫۳٪                          |
| ۳          | ین ژاپن       | JPY (¥)             | ۱۶٫۸٪                          |
| ۴          | پوند استرلینگ | GBP (£)             | ۱۲٫۸٪                          |
| ۵          | دلار استرالیا | AUD (A$)            | ۶٫۸٪                           |
| ۶          | دلار کانادا   | CAD (C$)            | ۵٫۰٪                           |
| ۷          | فرانک سوئیس   | CHF (Fr)            | ۵٫۰٪                           |
| ۸          | یوان چین      | CNY (元)            | ۴٫۳٪                           |
| ۹          | دلار هنگ کنگ  | HKD (HK$)           | ۳٫۵٪                           |
| ۱۰         | دلار نیوزیلند | NZD (NZ$)           | ۲٫۱٪                           |
| ۱۱         | کرون سوئد     | (kr) SEK            | ۲٫۰٪                           |
| ۱۲         | وون کره جنوبی | (₩) KRW             | ۲٫۰٪                           |
| ۱۳         | دلار سنگاپور  | SGD (S$)            | ۱٫۸%                           |
| ۱۴         | کرون نروژ     | NOK (kr)            | ۱٫۸٪                           |
| ۱۵         | پزو مکزیک     | MXN ($)             | ۱٫۷٪                           |
| دیگر ارزها | دیگر ارزها    | دیگر ارزها          | ۱۳٫۸٪                          |
| جمع کل     | جمع کل        | جمع کل              | ۲۰۰٪                           |

## یادداشت
1. ↑  همراه با سکه‌های سنتاوو تیمور شرقی
2. ↑  همراه با سکه‌های سنتاوو اکوادور
3. ↑  همراه با سکه‌های بالبوآ پاناما
4. ↑  ارز رسمی برای معاملات دولتی زیمبابوه
5. ↑  دلار آمریکا، ریال ایران و روپیه پاکستان به‌طور گسترده پذیرفته شده است.
6. ↑  برای خریدهای بزرگ خیلی استفاده می‌شود.
7. ↑  دلار باهاما با ارزش ۱=۱ با دلار آمریکا تثبیت شده است، هر دو قابل تعویض هستند.
8. ↑  دلار باربادوس در حدود ۲Bds$=۱$ تثبیت شده است، هر دو ارز در این کشور پذیرفته شده است. منبع: What is the local currency? بایگانی‌شده  در ۱ مه ۲۰۱۹ توسط Wayback Machine، سرمایه‌گذاری باربادوس
9. ↑  همراه با ریل کامبوج
10. ↑  همراه با پزو کلمبیا
11. ↑  سکه‌های ایالات متحده همزمان با سکه‌های کانادایی در گردش است و به‌طور گسترده‌ای پذیرفته می‌شود
12. ↑  همراه با کولون کاستاریکا
13. ↑  دینار عراق در حدود ۲د. ع=۱$ تثبیت شده است، هر دو پذیرفته شده‌اند.
14. ↑  همراه با دلار جامائیکا
15. ↑  همراه با تنگه قزاقستان
16. ↑  همراه با کیپ لائوس
17. ↑  دلار ایالات متحده به‌طور گسترده‌ای در کنار پوند لبنان با نرخ ثابت ۱۵۰۰£=۱$ استفاده می‌شود.
18. ↑  همراه با پزوی مکزیک
19. ↑  همراه با توگروگ مغولستان
20. ↑  در کنار کیات میانمار
21. ↑  در کنار کوردوبا نیکاراگوئه
22. ↑  دلار ایالات متحده در کنار رنمینبی به عنوان یک ارز جایگزین استفاده می‌شود
23. ↑  دلار ایالات متحده به‌طور گسترده‌ای در کنار گوارانی پاراگوئه استفاده می‌شود
24. ↑  دلار ایالات متحده در کنار سول جدید پرو در مناطق توریستی شلوغ به‌طور گسترده‌ای مورد استفاده قرار می‌گیرد. خریدهای بزرگ نیز اغلب با دلار تعریف می‌شوند.
25. ↑  در کنار طلای ساموآ
26. ↑  دلار ایالات متحده در کنار شیلینگ سومالی به‌طور گسترده‌ای مورد استفاده قرار می‌گیرد
27. ↑  دلار ایالات متحده در کنار دلار سورینام به‌طور گسترده‌ای مورد استفاده قرار می‌گیرد
28. ↑  دلار ایالات متحده به‌طور گسترده‌ای در کنار پزوی اروگوئه استفاده می‌شود
29. ↑  دلار ایالات متحده به‌طور گسترده‌ای در کنار بولیوار ونزوئلا استفاده می‌شود
30. ↑  همراه با دلار کارائیب شرقی
31. ↑  همراه با پوند سنت هلن
32. ↑  همراه با دلار برمودا
33. ↑  همراه با دلار نیوزیلند
34. ↑  دلار آمریکا به‌طور گسترده‌ای در کنار دلار کانادا در منطقه گردشگری مورد استفاده قرار می‌گیرد
35. 1 2  دلار آمریکا به‌طور گسترده‌ای توسط مردم محلی استفاده می‌شود.